# Nuk je ëndërr
Nuk je ëndërr är en låt på albanska framförd av sångerskan Era Rusi. Med låten debuterade hon år 2005 i Festivali i Këngës 44. Låten är skriven av Agim Doçi och med musik av Edmond Zhulali. Doçi och Zhulali hade tillsammans två år tidigare stått bakom Albaniens debutbidrag i Eurovision Song Contest, "The Image of You". De kom sedermera även att stå bakom landets bidrag år 2009, "Carry Me in Your Dreams".
I tävlingen deltog Rusi i den första semifinalen den 16 december 2005. Hon lyckades därifrån ta sig vidare till finalen tillsammans med 7 andra bidrag. Totalt tog sig 20 bidrag till finalen. I finalen framförde hon sitt bidrag tredje sist. Hon framförde efter Miriam Cani och före Agim Poshka. Efter att juryn avlagt sina röster stod det klart att Rusi slutat på andra plats med låten, endast slagen av Luiz Ejlli med "Zjarr e ftohtë".